# Rolando Pušnik
Rolando Pušnik (serbisch-kyrillisch Роландо Пушник, * 13. Dezember 1961 in Celje) ist ein ehemaliger slowenischer Handballspieler.
Der 1,88 m große und 89 kg schwere Handballtorwart gab sein Debüt mit 15 Jahren für den RK Celje. Nach zwei Jahren wechselte er zum RK Železničar Niš, bei dem er vier Jahre blieb. Daraufhin ging er nach Spanien zu Portland San Antonio und nach Kroatien zum Badel 1862 Zagreb. In der Saison 1991/92 kehrte er nach Celje zurück, wo er zweimal die slowenische Meisterschaft gewann. Anschließend lief er für die slowenischen Vereine RK Prevent Slovenj Gradec und RD Slovan Ljubljana auf. Mit Badel Zagreb erreichte er 1998 und 1999 das Endspiel in der EHF Champions League, unterlag dort aber dem übermachtigen FC Barcelona. Mit dem RK Metković Jambo gewann er den EHF-Pokal 2000 und ließ später beim RK Trimo Trebnje seine Karriere ausklingen.
Mit der Jugoslawischen Nationalmannschaft gewann Rolando Pušnik bei den Olympischen Spielen 1984 in Los Angeles die Goldmedaille. Dort war er allerdings nur dritter Torhüter hinter Mirko Bašić und Zlatan Arnautović und kam nicht zum Einsatz. Auch bei der Weltmeisterschaft 1986 errang das Trio die Goldmedaille. Bei den Olympischen Spielen 1988 in Seoul kam er in drei Spielen zum Einsatz und wurde mit der Bronzemedaille belohnt. Mit der Slowenischen Nationalmannschaft gewann er bei den Mittelmeerspielen 1993 in Languedoc-Roussillon eine Bronzemedaille und belegte bei den Olympischen Spielen 2000 in Sydney den achten Rang. „Puška“ (Gewehr) bestritt für Slowenien 114 Länderspiele, in denen er vier Tore erzielte.